# HMNZS Aotearoa (A11)
HMNZS Aotearoa (A11) je zásobovací tanker novozélandského královského námořnictva postavený v rámci programu Maritime Sustainment Capability (MSC). Ve službě je od července 2020. Mezi jeho hlavní úkoly patří zásobování válečných lodí, logistická podpora polárních stanic McMurdo a Scott, nebo humanitární mise. Díky zesílenému trupu je tanker schopen plavby zaledněnými oblastmi v Antarktidě. Je konstruován na stupeň odolnosti Polar Class 6. Aotearoa je největší válečnou lodí novozélandského námořnictva. Zároveň je první lodí postavenou podle konceptu Environship britské společnosti Rolls-Royce (cílem jsou nižší emise a spotřeba paliva).

## Stavba

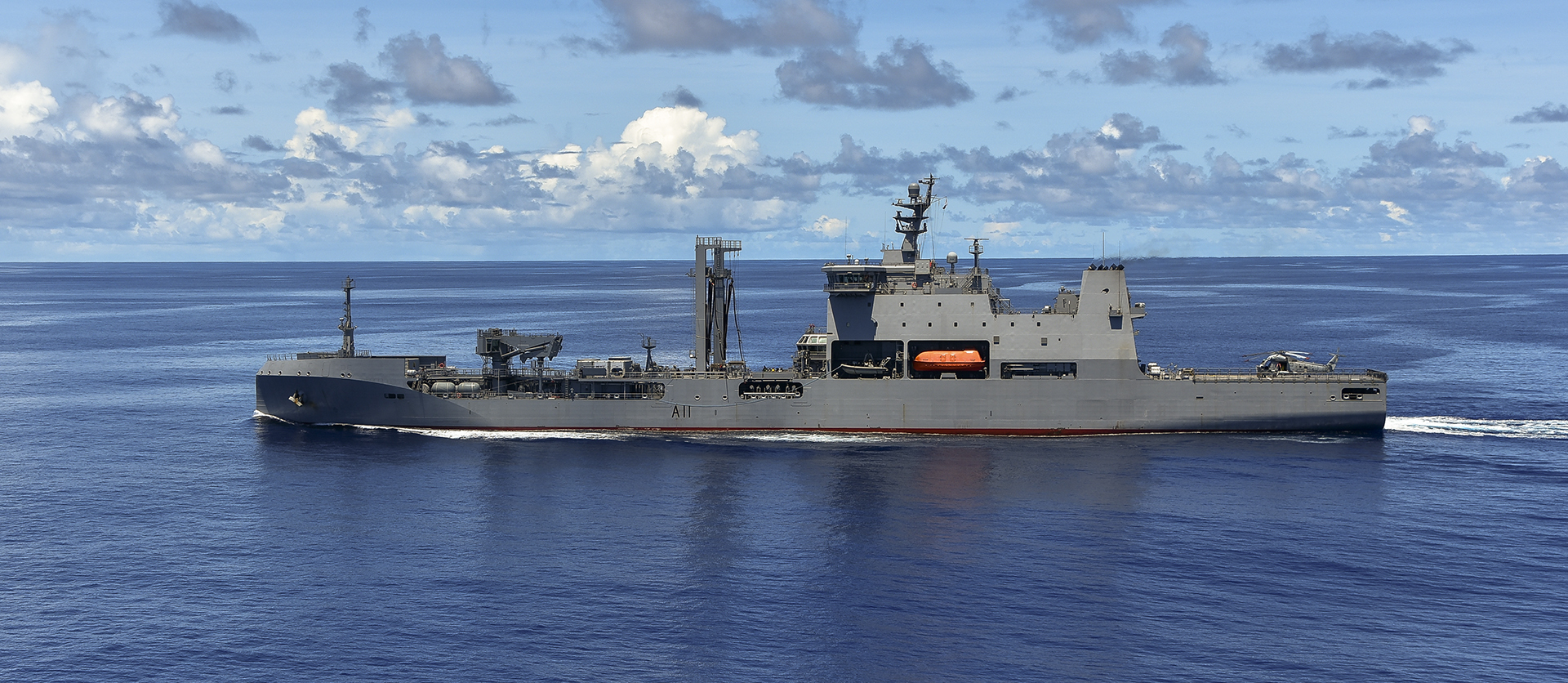
Aotearoa

Novozélandská vláda program MSC odsouhlasila v červnu 2014. Tendr na vývoj a stavbu plavidla byl zahájen v březnu 2015. V prosinci 2015 v soutěži zvítězila jihokorejská loděnice Hyundai Heavy Industries (HHI) v Ulsanu. Cena plavidla dosáhla 353 milionů dolarů. Na jeho vývoji se podílela firma Rolls-Royce. Slavnostní první řezání oceli proběhlo 31. ledna 2018. Kýl plavidla byl založen 13. srpna 2018. Na vodu byla loď spuštěna 24. dubna 2019. V prosinci 2019 plavidlo zahájilo zkoušky. Do služby bylo přijato 29. července 2020.

## Konstrukce

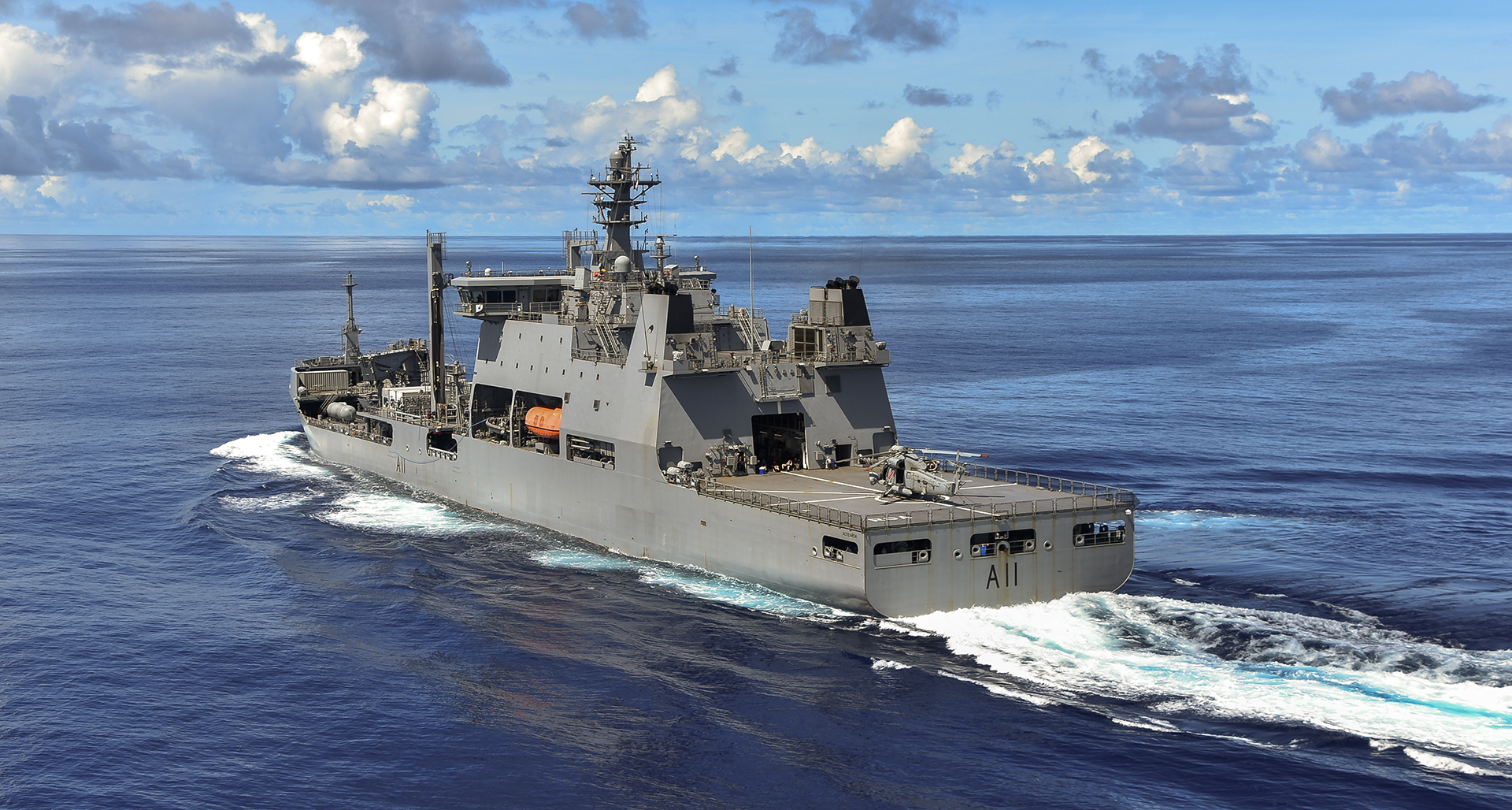
Aotearoa

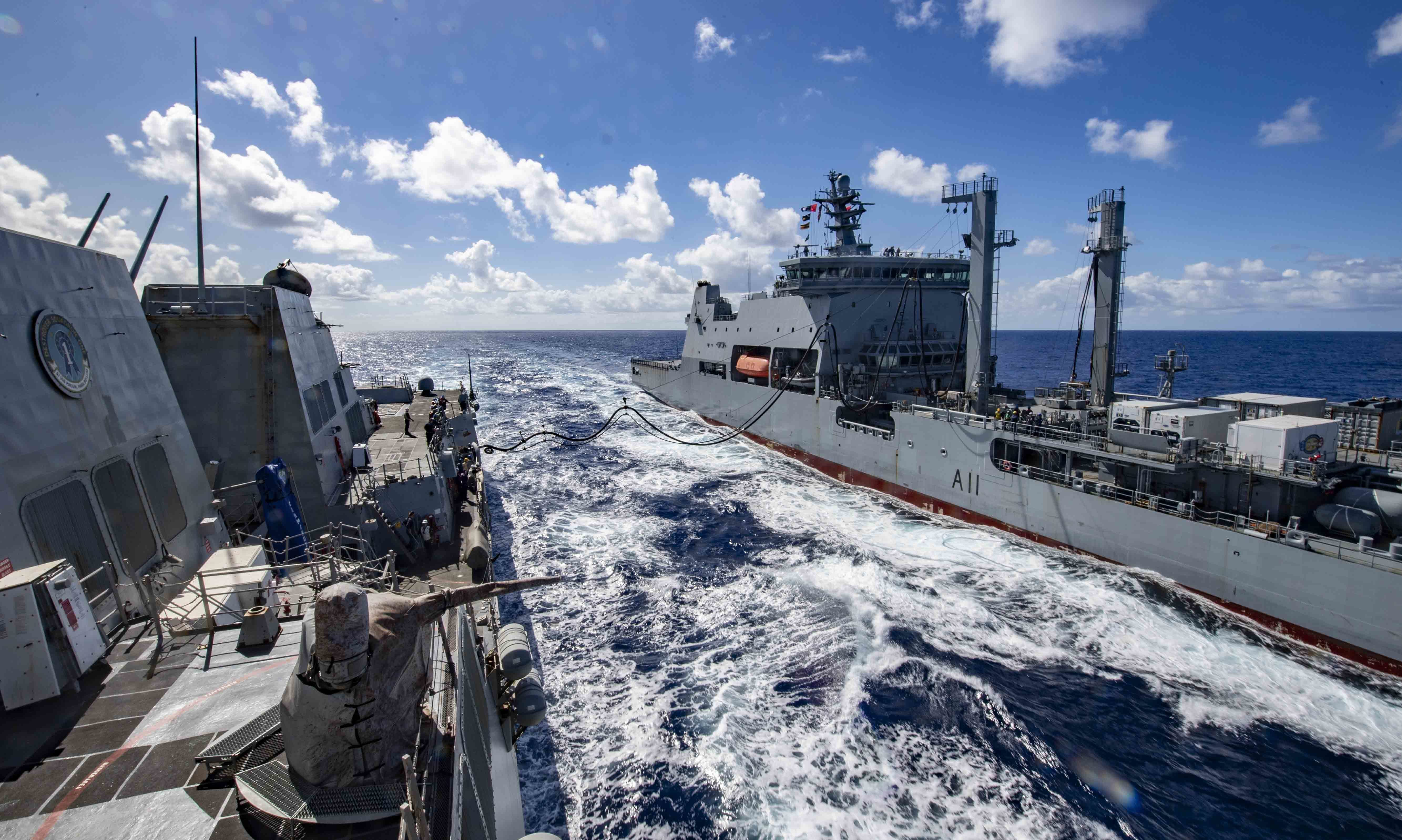
Aotearoa s americkým torpédoborcem USS Chafee (DDG-90) během mezinárodního cvičení RIMPAC 2022

Tanker je postaven z oceli. Na jeho palubě se nacházejí ubikace pro 94 osob, z toho 64 členů posádky, 11 členů obsluhy vrtulníku, 14 kadetů, jednoho VIP a dalších osm osob dle typu mise. Tanker pojme 8000 tun paliva pro lodě, 1500 tun leteckého paliva, 250 tun pitné vody, osm standardizovaných 20stopých kontejnerů pro potraviny a čtyři další s municí. K manipulaci s nákladem slouží jeřáb s nosností 25 tun. Dále je vybaven odsolovacím zařízením pro výrobu až 100 tun pitné vody denně. Na každém boku se nachází jedna zásobovací stanice, takže tanker bude moci zásobovat dvě lodě najednou. Tanker je vybaven sonarem Farsounder-1000 a navigačními radary SharpEye.
Výzbroj tvoří jeden 20mm obranný systém Mk.15 Phalanx a dvě dálkově ovládané zbraňové stanice Mini Typhoon. Dále nese dva čluny RHIB J3. Na zádi se nachází přistávací plocha a hangár pro jeden vrtulník NH90.
Pohonný systém koncepce CODLAD využívá dva hlavní motory Bergen a čtyři dieselgenerátory MTU, pohánějící dva lodní šrouby se stavitelnými lopatkami. Manévrovací schopnosti vylepšuje příďové dokormidlovací zařízení. Nejvyšší rychlost dosahuje 16 uzlů. Dosah je 6400 námořních mil při rychlosti 16 uzlů.